# 気分は盆と正月
「気分は盆と正月」（きぶんはぼんとしょうがつ）は、とんねるず2本目のライブ・ビデオグラム。1986年10月21日にポニーから発売された。
1986年8月10日、横浜スタジアムでの公演を収録している。

## 収録曲
1. お祭りマンボ
  - 美空ひばりのカバー。
2. 一気!
3. とんねるずのテーマ
4. Dog Night
5. Chadawa
6. おひも
7. やぶさかでない
8. 眠らないジェネレーション
9. プレジャー・シンドローム
  - NOBODYのカバー。
10. 涙のBirthday
  - HOUND DOGのカバー。
11. AH! Ha!
  - 萩原健一のカバー。
12. 寝た子も起きる子守唄
13. 歌謡曲
14. 銀河の交番
15. 青年の主張
16. わらって下さい
17. ぐでんぐでん
  - 萩原健一のカバー。
18. LIVING IN AMERICA
  - ジェームス・ブラウンのカバー。